# Heinsia crinita
Heinsia crinita är en måreväxtart som först beskrevs av Adam Afzelius, och fick sitt nu gällande namn av George Taylor. Heinsia crinita ingår i släktet Heinsia och familjen måreväxter.

## Underarter
Arten delas in i följande underarter:
- H. c. crinita
- H. c. parviflora